# 장성재
장성재(張成宰, 1984년 9월 9일 ~ )는 대한민국의 가수이다. 보컬 듀오 테이크의 멤버이며, 《스타오디션 위대한 탄생 2》에 출연하였다. 현재 수원대학교 경영학부 회계학과에 재학 중이다.

## 생애
1984년 9월 9일 서울에서 태어났으며, 2남 중 장남이다. 춤과 랩에 관심이 많던 중, 고등학교 1학년 때 기획사로부터 로드케스팅되어 연예계에 입문하게 된다. 2003년 2월 11일, 김도완, 신승희, 이승현, 이민혁과 함께 대한민국의 5인조 남성 그룹 테이크(take)로 데뷔하였으며, 데뷔곡은 'Baby Baby'라는 댄스곡이다.
2004년, 멤버 이민혁이 영화 '그놈은 멋있었다' 출연을 계기로 탈퇴함에 따라 팀컬러도 4인조 남성 보컬그룹으로 변화하게 되었으며, '나비무덤', '524일 후'와 같은 발라드곡을 들고 나왔다. 특히 '나비무덤'은 대중 뿐만 아니라 동료 가수들에게도 큰 인기를 누렸다.
나비무덤 활동 후, 중국으로 건너가 원조 한류 열풍을 일으키며 중국 현지에서 국빈급 대우를 받는 등, 큰 사랑을 받았으며 제4회 동남경폭음악(東南勁爆音樂榜) 시상식에서 '2006년 해외 최고 신인그룹상'을 수상하게 된다.
하지만 한국으로 돌아와 정규 2집 앨범 작업 중 소속사 사정이 어려워져 잠정 활동을 중단하게 됨으로써, 사실상 그룹 테이크는 해체되었다.
이후, 장성재는 군복무 후 2011년 《스타 오디션 위대한 탄생 2》에 도전하여 윤상의 이례적인 극찬을 받은 바 있으며
박정현 멘토스쿨의 청일점 멘티로 탑12에 들어 생방송을 진출하였다. 총 4회에 걸친 생방 무대에서 세월이 가면(원곡:최호섭), 좋을 텐데(원곡:성시경), 픽션(원곡:비스트), 비와 당신(원곡:노브레인)을 부르며 최종 top6까지 올랐다.
2012년 6월 기준으로, 가수로서 다시 데뷔하기 위해 기획사 미팅중에 있다.
2013년 4월 17일, 데뷔 10년 만에 첫 솔로 앨범이자 디지털 싱글 앨범 '사랑아, 내 맘을 알잖아'가 나왔다.

## 앨범 및 음원

#### 테이크(take)
- 1집 1 story(2003. 4. 17) Baby Baby 외 13곡.
- To Girls(2005. 6. 2) 나비무덤 외 6곡.
- Take it All(2006. 11. 30) 한마디 외 2곡.
- 사랑하는 사람아 Ost(2007. 1. 30) 다시 만나도 외.
- 네임리스 1집 이별.. 그리고 또 다른 시작(2011. 4. 11) 넷째손가락, 언제쯤 외.

#### 스타오디션 위대한 탄생2
- 위대한 탄생 시즌2 - Part 4.박정현 멘토스쿨 (2011. 12. 23) '그때로 돌아가는 게'
- 위대한 탄생 시즌2 TOP12 - 위대한 명곡 Old & New (2012. 2. 10) '세월이 가면'
- 위대한 탄생 시즌2 TOP 10 - Love Song (2012. 2. 17) '좋을 텐데'
- 위대한 탄생 시즌2 TOP8 - K Pop (2012. 2. 24) '픽션'
- 위대한 탄생 시즌2 TOP 6 - 밴드 (2012. 3. 2) '비와 당신'

#### 위대한 탄생2 이후
- 디지털 싱글 앨범(2013. 4. 17) 사랑아, 내 맘을 알잖아 외 1곡.

## 주요활동
- 2003년 ~ 2011년 : 그룹 테이크(take) 활동.
- 2011년 ~ 2012년 : MBC 스타오디션 위대한 탄생 2.

## 수상내역
- 테이크 : 2006년 제4회 동남경폭음악시상식 해외 최고 신인그룹상 수상[13]

## 출신학교
- 삼정초등학교(1997년 졸업)
- 삼정중학교(2000년 졸업)
- 공항고등학교(2003년 졸업)
- 2004년 한세대학교 신문방송학과 입학 후, 작편곡학과 전과
- 2011년 수원대학교 경영학부 회계학과로 편입(재학 중)

## 같이 보기
- 스타오디션 위대한 탄생2.
- 박정현